# Burhanpur
Burhanpur é uma cidade e uma corporação municipal no distrito de East Nimar, no estado indiano de Madhya Pradesh.

## Geografia
Burhanpur está localizada a 21° 18′ N, 76° 14′ L. Tem uma altitude média de 233 metros (764 pés).

## Demografia
Segundo o censo de 2001, Burhanpur tinha uma população de 194 360 habitantes. Os indivíduos do sexo masculino constituem 51% da população e os do sexo feminino 49%. Burhanpur tem uma taxa de literacia de 64%, superior à média nacional de 59,5%; a literacia no sexo masculino é de 69% e no sexo feminino é de 57%. 15% da população está abaixo dos 6 anos de idade.